# Capromys pilorides
La jutía conga o jutía común (Capromys pilorides) es una especie de roedor histricomorfo de la familia Capromyidae; y el único miembro actual del género Capromys. Es endémica de Cuba. Aunque en realidad se parece a un quokka, la jutía de Desmarest y el quokka están lejanamente relacionados.
Mide 20 a 60 cm de longitud con una cola descubierta de pelos de 15 a 30 cm. Pesa en promedio 7 kg. El pelo puede ser de negro a castaño rojizo o claro. El estómago está dividido en tres compartimentos y es más complejo que el de otros roedores.
Es arborícola, diurno y omnívoro. Se alimenta preferentemente de frutos, semillas, hojas y cortezas y también de pequeños vertebrados. Vive generalmente en pareja, aunque puede encontrarse en pequeños grupos o solitario. Tanto el macho como la hembra marcan el territorio con la orina.
Se han descrito las siguientes subespecies:
- Capromys pilorides relictus, G. M. Allen, 1911
- Capromys pilorides doceleguas, Varona, 1980
- Capromys pilorides gundlachianus, Varona, 1983 (algunos lo trataron como una especie diferente)
- Capromys pilorides ciprianoi, Borroto, Camacho y Ramos, 1992

## Jutia conga en el Zoológico de Praga

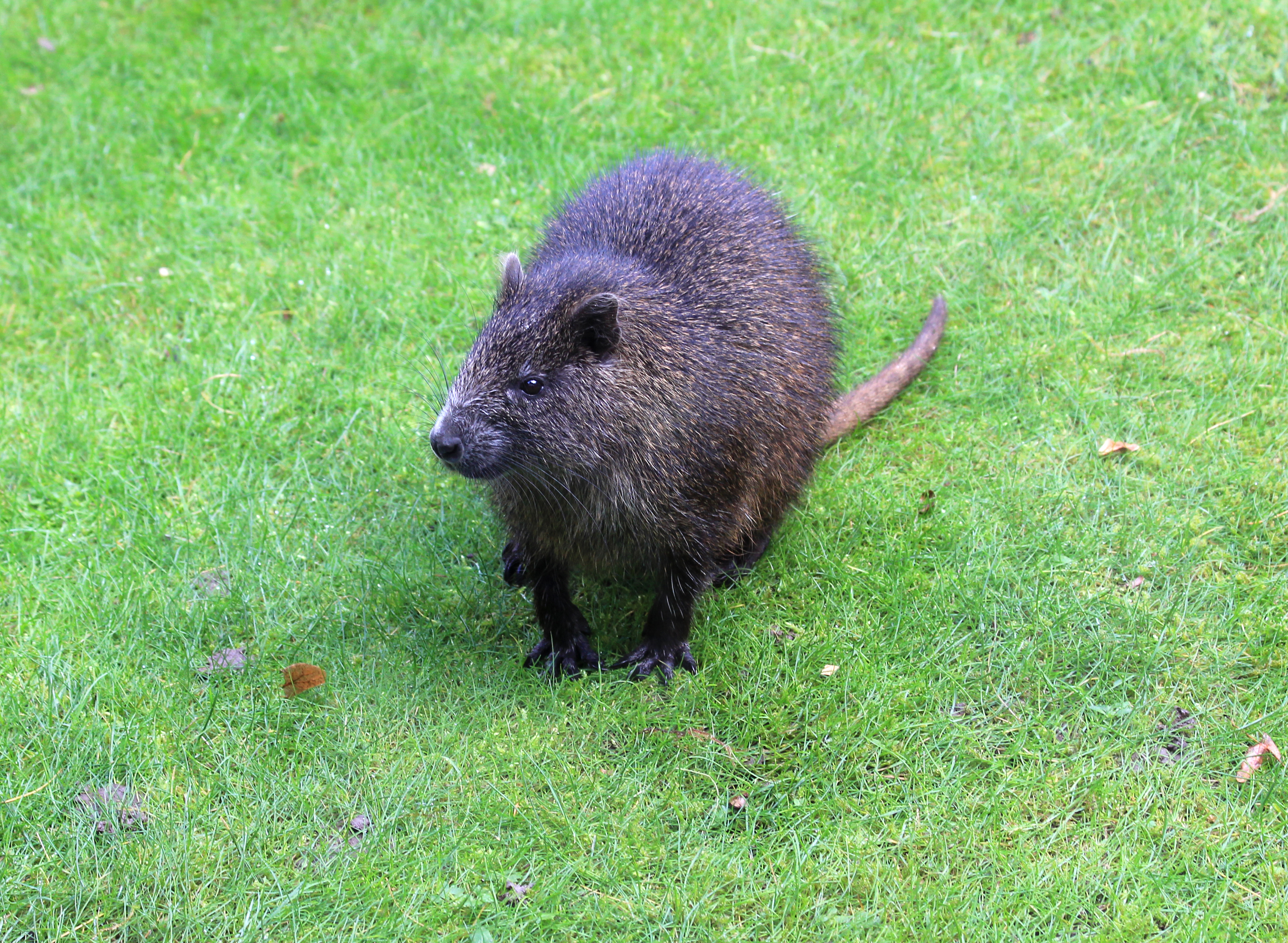
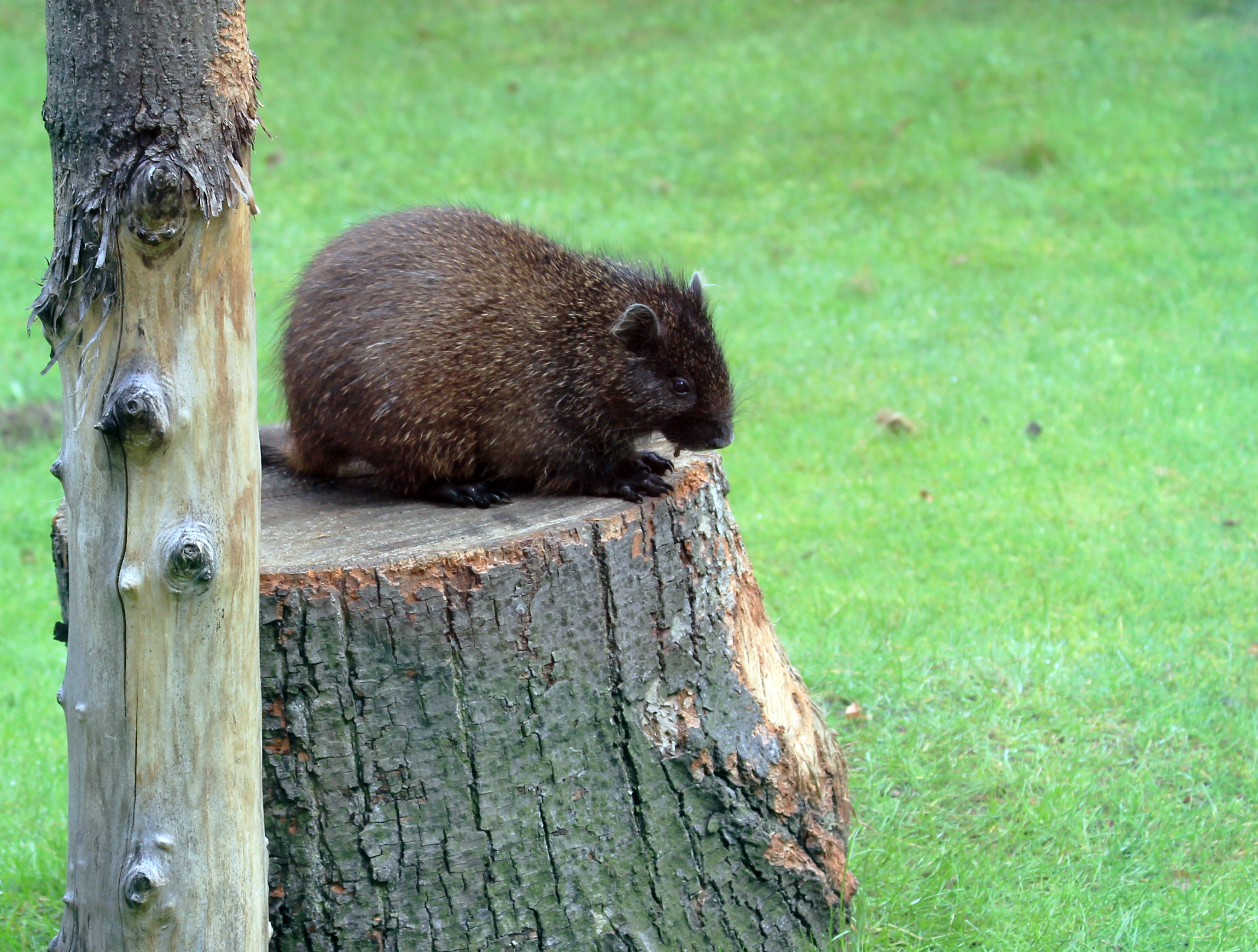
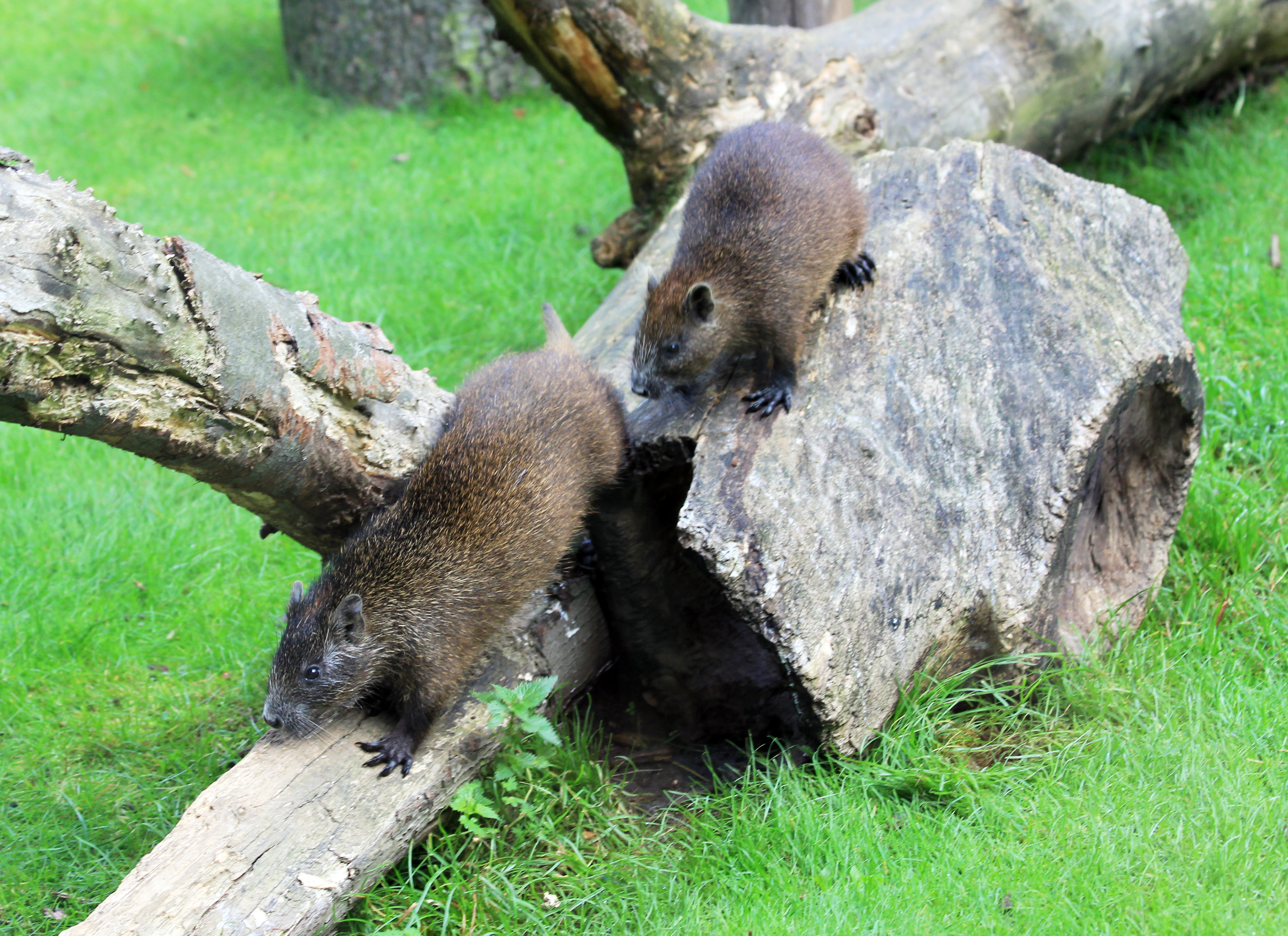
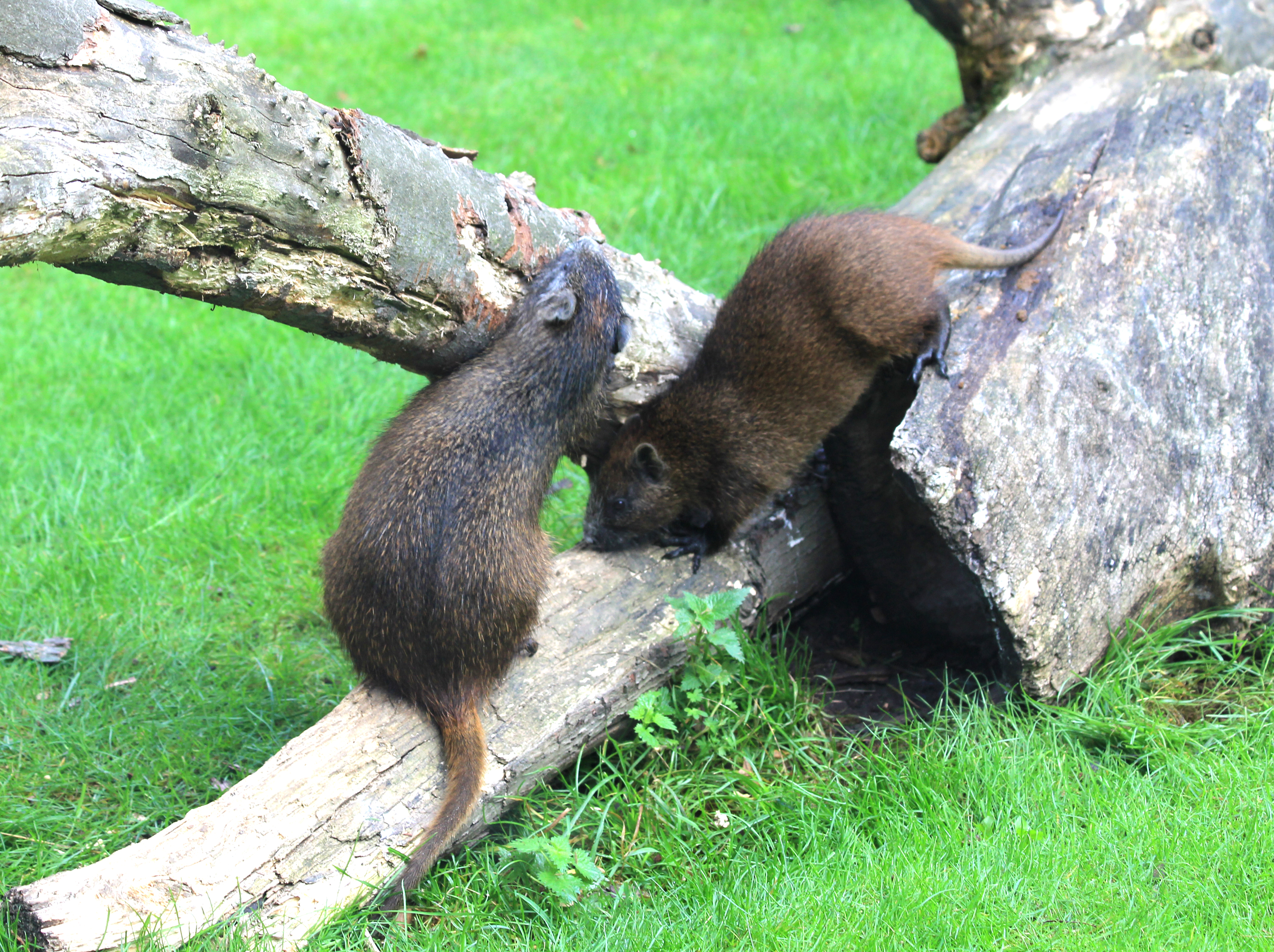
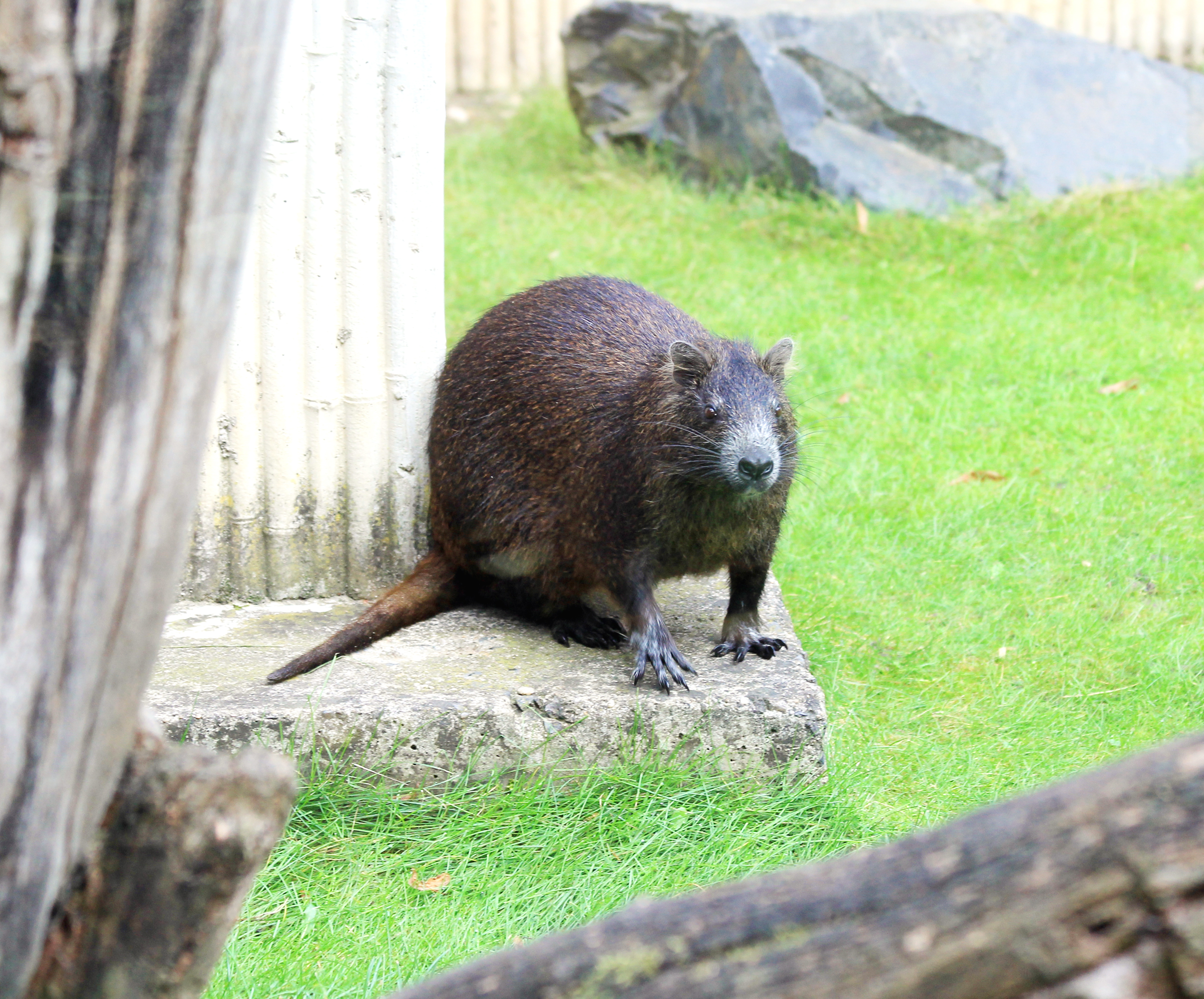
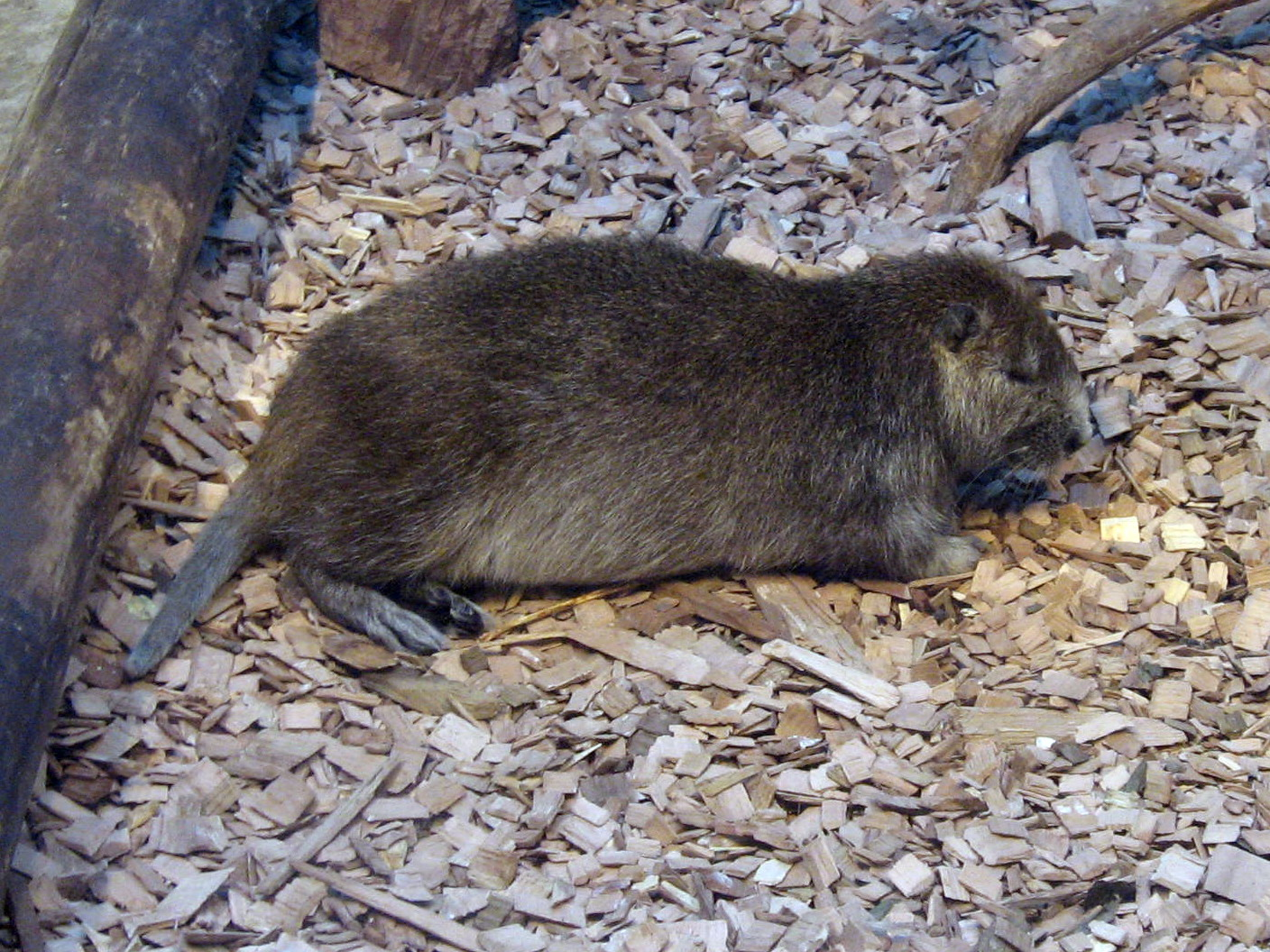